# Sinnamary
Pour les articles homonymes, voir Sinnamary (homonymie).
Sinnamary est une commune française, située dans le département de la Guyane.

## Géographie

### Localisation

En rouge, le territoire communal de Sinnamary.

La cité est située le long du fleuve Sinnamary. La commune, située à 63 km de Kourou et à 112 km de Cayenne, est bordée par la mer au nord. Le point culminant est la montagne Plomb (355 m), située au sud de la commune. Il existe également un grand lac créé par la retenue d'eau du barrage de Petit-Saut, partagé avec la commune de Saint-Élie. Elle a pour limites :
Au sud, le bassin versant de la crique Tigre jusqu'au confluent de la rivière de Sinnamary et de la crique Plomb, puis cette dernière jusqu'à la ligne de partage des eaux entre les rivières de Sinnamary et de Kourou ;
À l'ouest, la crique Yiyi prolongée jusqu'à la grande crique de Counamama jusqu'au bassin versant de la crique Tigre ;
À l'est, la crique Malmanoury.
La commune englobe ainsi les hameaux de la pointe Combi, de la savane Manuel et de Corossony, encore habités aujourd'hui.
L'Anse, autrefois principal lieu habité, et les hameaux de Renner et de Malmanoury, dont la population a été expropriée lors de l'installation du Centre Spatial Guyanais, sont maintenant déserts.

### Climat
Le climat y est de type équatorial humide (longitude entre 2 et 6° Nord), type Af selon la classification de Koppen.

## Urbanisme

### Typologie
Sinnamary est une commune rurale, car elle fait partie des communes peu ou très peu denses, au sens de la grille communale de densité de l'Insee,,,. Elle appartient à l'unité urbaine de Sinnamary, une agglomération intra-départementale regroupant 1 commune et 2 801 habitants en 2022, dont elle est une ville isolée,.
Par ailleurs la commune fait partie de l'aire d'attraction de Kourou, dont elle est une commune de la couronne. Cette aire, qui regroupe 2 communes, est catégorisée dans les aires de moins de 50 000 habitants,.
La commune, bordée par l'océan Atlantique au nord-est, est également une commune littorale au sens de la loi du 3 janvier 1986, dite loi littoral. Des dispositions spécifiques d’urbanisme s’y appliquent dès lors afin de préserver les espaces naturels, les sites, les paysages et l’équilibre écologique du littoral, par exemple le principe d'inconstructibilité, en dehors des espaces urbanisés, sur la bande littorale des 100 mètres, ou plus si le plan local d’urbanisme le prévoit,.

### Morphologie urbaine
La commune est essentiellement composée d'un bourg principal.

### Logement
Le nombre total de logements dans la commune est de 1 101. Parmi ces logements, 74 % sont des résidences principales, 7,6 % sont des résidences secondaires et 18,1 % sont des logements vacants.

## Toponymie
La définition de Sinnamary est Nihil Sine Maria ce qui veut dire « rien sans Marie ». Elle nous montre à quel point la population du bourg était pieuse.[réf. nécessaire]

## Histoire
Sinnamary était à l'origine un village amérindien. 
En 2003, lors de fouilles archéologiques effectuées pour les travaux d’aménagement du projet Soyouz sur des cordons pré-littoraux, témoins d’anciens rivages de la côte de Guyane, on a découvert deux sites amérindiens importants.
Les premiers colons arrivèrent vers 1770.

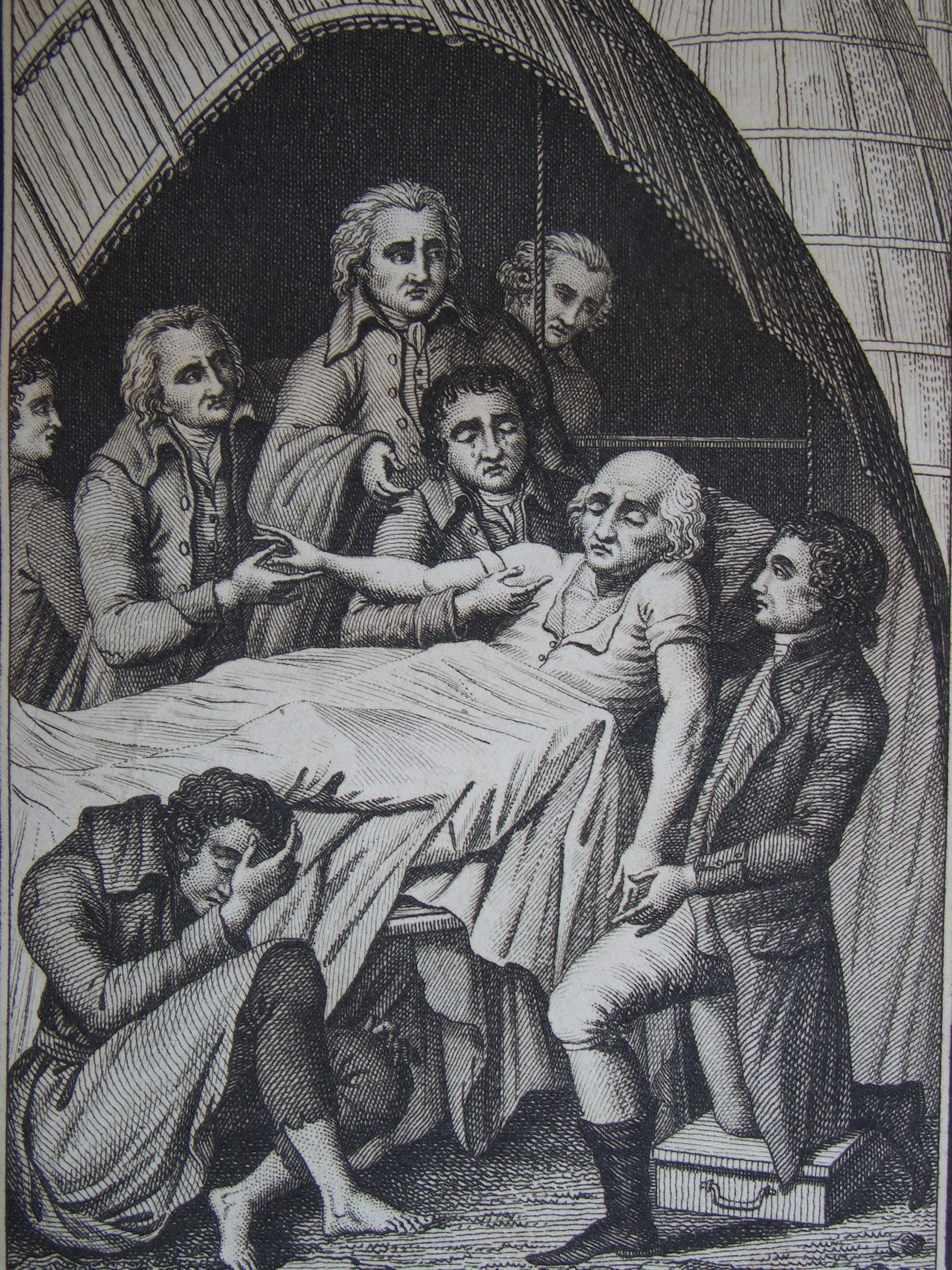
La maladie et la mort d'un déporté de fructidor à Sinnamary en 1798.

Pendant la Révolution française, les Thermidoriens y déportèrent d'abord Billaud-Varenne et Collot d'Herbois ;  ensuite le Directoire après son coup d'État du 18 fructidor an V (4 septembre 1797) y déporta ses ennemis politiques d’alors : François Barthélemy, François Barbé-Marbois, André-Daniel Laffon de Ladebat,  Guillaume Alexandre Tronson Ducoudray, le Général Pichegru, l'abbé Brottier, Antoine Murinais, Josèphe Rovère, Victor-Amédée Willot, François Aubry, Jean-Pierre Ramel, Charles Honorine Berthelelot de La Villeurnois, Isaac Delarue et Bourdon de l'Oise ; deux autres convois en 1798 y déportèrent 312 autres proscrits, principalement des prêtres réfractaires et des journalistes. Sur le total de 328 déportés par le Directoire à Sinnamary, 180 moururent sur place dans les mois qui suivirent leur arrivée.
Dans les années 1850, la découverte d'or fait venir de nombreux prospecteurs.
En 1933, un établissement pénitentiaire est créé pour accueillir des prisonniers indochinois.
En 1956, l'État construit le pont Madame de Maintenon qui permet de relier les deux rives du fleuve Sinnamary.
En 1962, un « home indien », pensionnat catholique destiné à assimiler les enfants amérindiens et marrons, est créé sur la commune.
Depuis 2023, la commune accueille un Hébergement d'Urgence pour Demandeurs d'Asile (HUDA) administré par l'association Humanity First.

## Population et société

### Démographie
L'évolution du nombre d'habitants est connue à travers les recensements de la population effectués dans la commune depuis 1961, premier recensement postérieur à la départementalisation de 1946. À partir de 2006, les populations de référence des communes sont publiées annuellement par l'Insee. Le recensement repose désormais sur une collecte d'information annuelle, concernant successivement tous les territoires communaux au cours d'une période de cinq ans. Pour les communes de moins de 10 000 habitants, une enquête de recensement portant sur toute la population est réalisée tous les cinq ans, les populations de référence des années intermédiaires étant quant à elles estimées par interpolation ou extrapolation. Pour la commune, le premier recensement exhaustif entrant dans le cadre du nouveau dispositif a été réalisé en 2008.

En 2022, la commune comptait 2 801 habitants, en évolution de −4,83 % par rapport à 2016 (Guyane : +7,07 %, France hors Mayotte : +2,11 %).
| 1961  | 1967  | 1974  | 1982  | 1990  | 1999  | 2006  | 2007  | 2008  |
| ----- | ----- | ----- | ----- | ----- | ----- | ----- | ----- | ----- |
| 1 798 | 1 913 | 2 055 | 1 991 | 3 431 | 2 783 | 3 069 | 3 110 | 3 151 |

| 2013  | 2018  | 2022  | - | - | - | - | - | - |
| ----- | ----- | ----- | - | - | - | - | - | - |
| 3 011 | 2 895 | 2 801 | - | - | - | - | - | - |

### Sports

#### Équipements sportifs
- Stade omnisports de Sinnamary[23].
- Stade Paul-Clet.
- Stade Relais.

#### Clubs sportifs
- US Sinnamary, football.
- AC Corossony, football.
- VCS (Vélo Club de Sinnamary), cyclisme.
- Natation.

### Médias
- L'émission de télé-réalité de la chaîne française TF1, Première Compagnie y est tournée en 2005.

## Économie

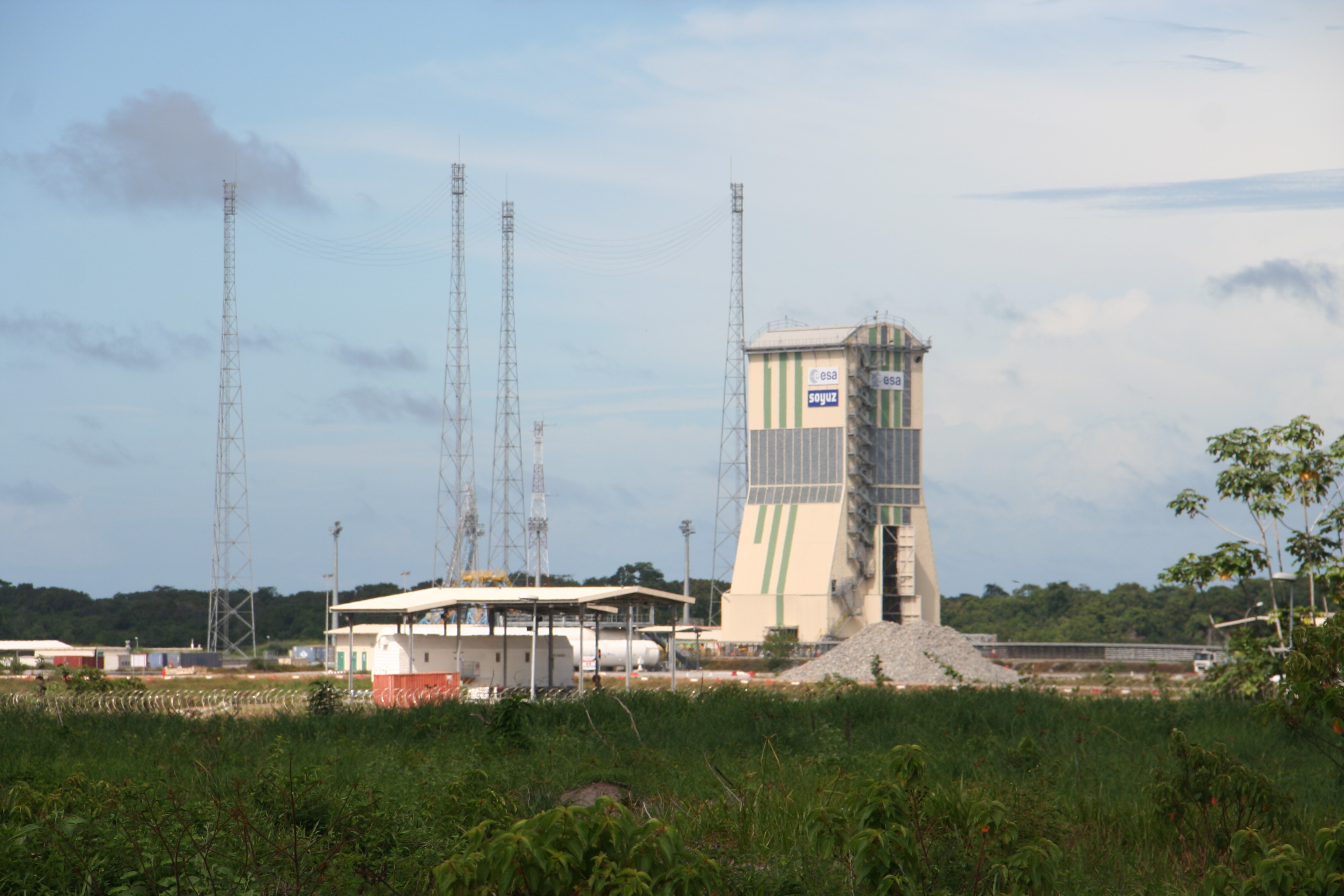
Ensemble de lancement Soyouz du centre spatial guyanais.

L'économie de la ville est tirée par deux sites majeurs :
- le barrage de Petit-Saut ;
- le centre spatial guyanais dont l'Ensemble de Lancement Soyouz (ELS) est situé sur la commune. Sa mise en service a lieu le 21 octobre 2011 avec le lancement des deux premiers satellites Galileo.

## Culture locale et patrimoine

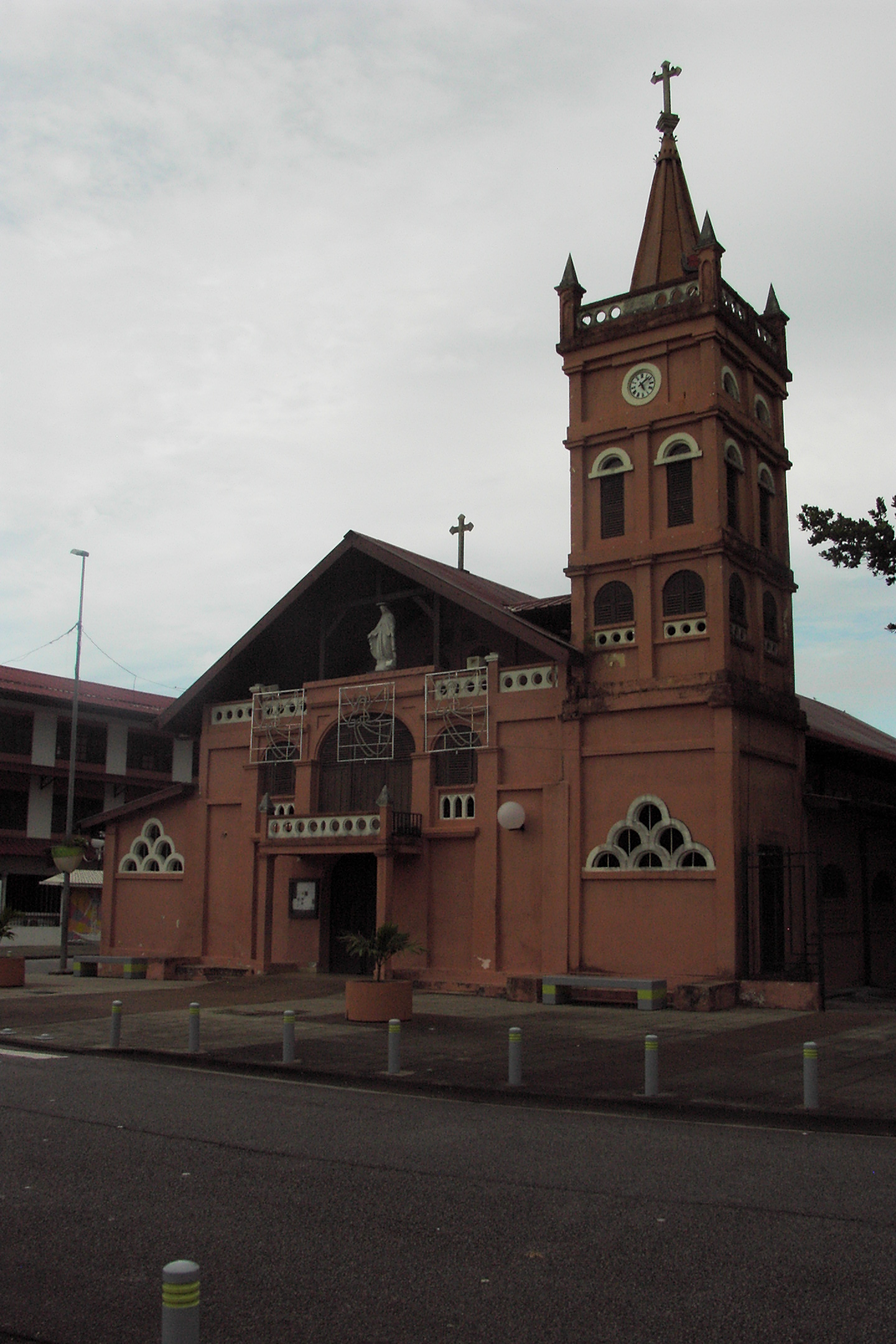
Église de Sinnamary.

### Lieux et monuments
- Centre spatial guyanais
- Barrage de Petit-Saut
- Église de Notre-Dame de l'assomption de Sinnamary

### Cuisine locale

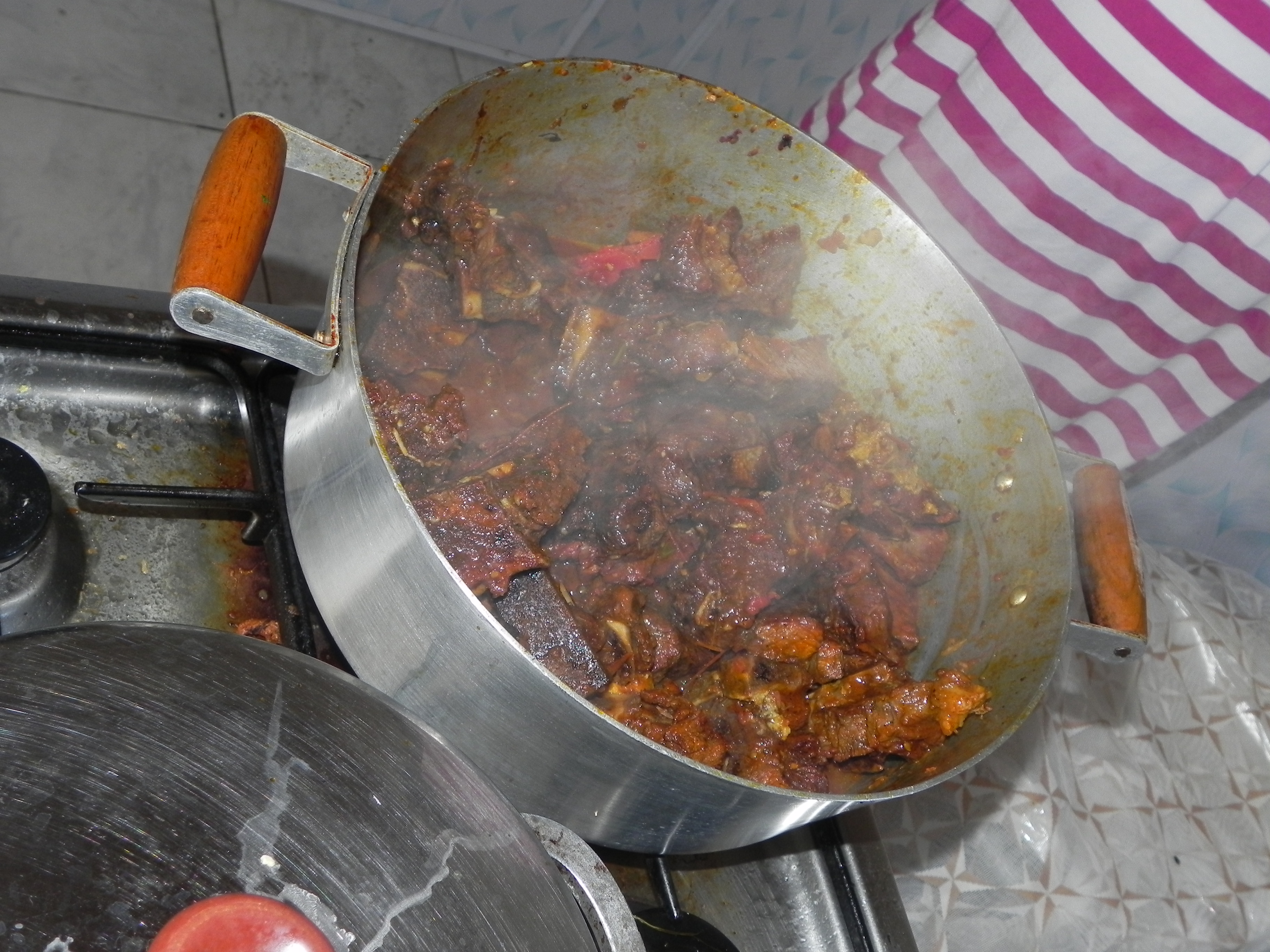
Pimentade de bœuf (spécialité créole de la commune).

Le Byala et la Pimentade de bœuf sont des plats originaire de Sinnamary.

### Jumelage
Le François (Martinique) depuis le 1er juin 2022

### Personnalités liées à la commune
- Stanislas Joseph François Xavier Rovère (1748-1798), membre de la  Convention et du Conseil des Anciens, déporté par le Directoire y est décédé.
- Marc-Jean Achard-Lavort prêtre réfractaire (1755-1798), y est décédé.
- Antoine Victor Augustin d'Auberjon (1731-1798), comte de Murinais, maréchal de camp des armées, député de la Seine en 1797, membre du Conseil des Anciens, déporté au bagne de Sinnamary où il mourut.
- Eudoxie Baboul (1901-2016), doyenne des Français, y est née.
- Élie Castor (1943-1996), député, conseiller général et successeur comme maire de Roland Verderosa.
- Jean-Claude Darcheville (1975-), footballeur. Né à Sinnamary où il est revenu jouer en amateur à la fin de sa carrière.
- Nicolas Jacquemin (1736-1819), évêque constitutionnel de Guyane, y fut d'abord curé (vers 1777-1787).
- Henri Salvador (1917-2008), compositeur et guitariste français.

### Filmographie
- Des Russes en Guyane, film documentaire de Rémi Rozié, France Ô et Beta Production, 2011, 52'. Le quotidien des ingénieurs et techniciens russes logés sur la commune lors de la construction de l'Ensemble de Lancement Soyouz dans l'enceinte du centre spatial guyanais.